# Olympische Sommerspiele 2004/Teilnehmer (Jemen)
| Gelbes Symbol für Goldmedaillen mit stilisierten Olympischen Ringen | Graues Symbol für Silbermedaillen mit stilisierten Olympischen Ringen | Braundes Symbol für Bronzemedaillen mit stilisierten Olympischen Ringen |
| ------------------------------------------------------------------- | --------------------------------------------------------------------- | ----------------------------------------------------------------------- |
| —                                                                   | —                                                                     | —                                                                       |

Der Jemen nahm an den Olympischen Sommerspielen 2004 in Athen, Griechenland, mit einer Delegation von drei Sportlern (allesamt Männer) teil.

## Teilnehmer nach Sportarten

### Leichtathletik
- Saeed Ali Al-Adhreai
400 Meter: Vorläufe

### Schwimmen
- Mohamed Saad
50 Meter Freistil: 80. Platz

### Taekwondo
- Akram Abdullah
Fliegengewicht: 11. Platz